# Karikatur
Karikatur (von lateinisch carrus ‚Karren‘, also: Überladung, und italienisch caricare ‚überladen‘, ‚übertreiben‘) bedeutet die komisch überzeichnete Darstellung von Menschen oder gesellschaftlichen Zuständen, auch mit politischem bzw. propagandistischem Hintergrund. Die Zeichner von (bildlichen) Karikaturen nennt man Karikaturisten, das Zeichnen karikieren. Die Entsprechung im Englischen ist caricature, aber auch cartoon. Der Cartoon wird teils als ein eigenes Genre betrachtet, aber der Übergang ist fließend.

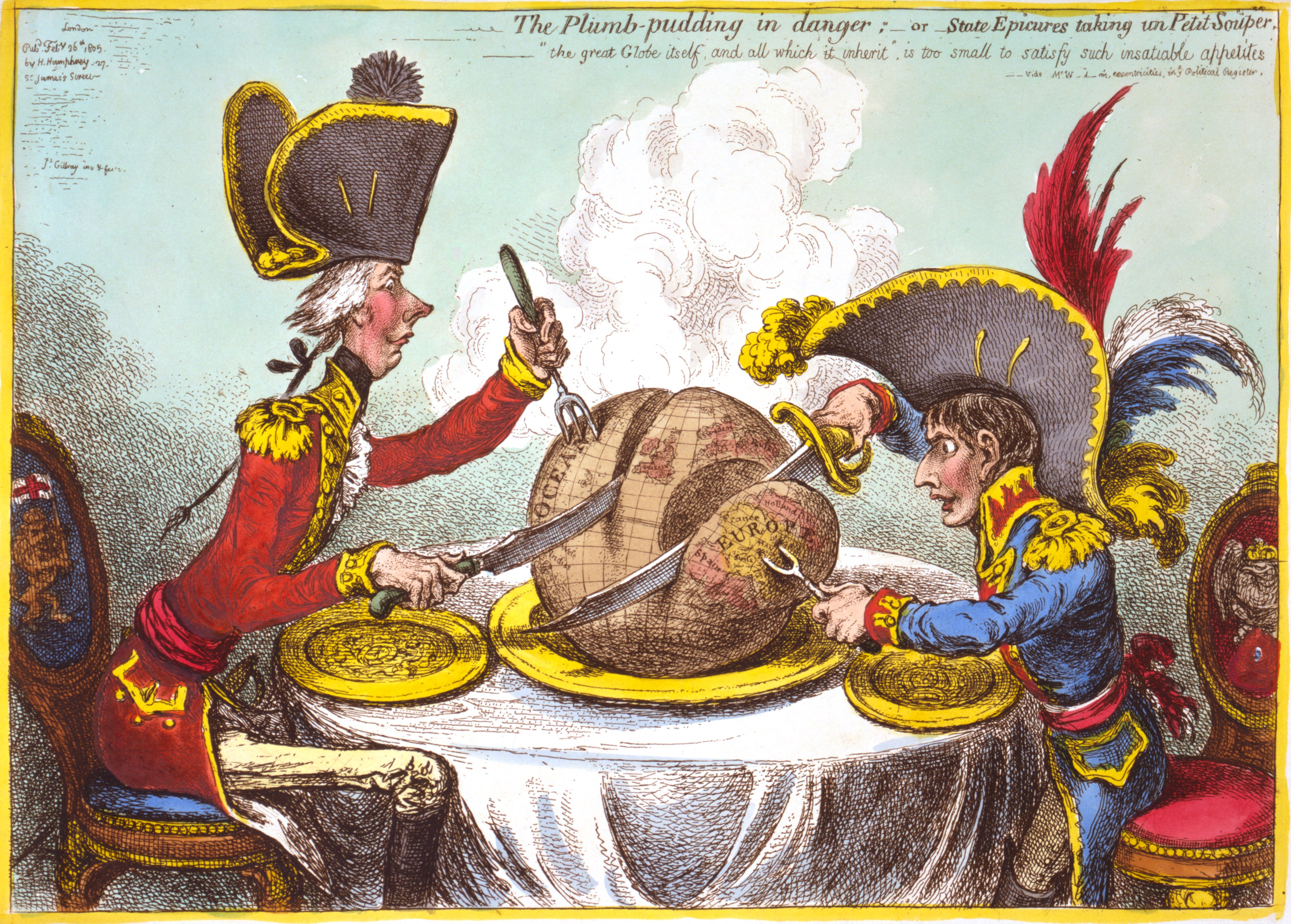
Politische Karikatur von James Gillray: Pitt und Napoleon teilen sich die Welt (1805)

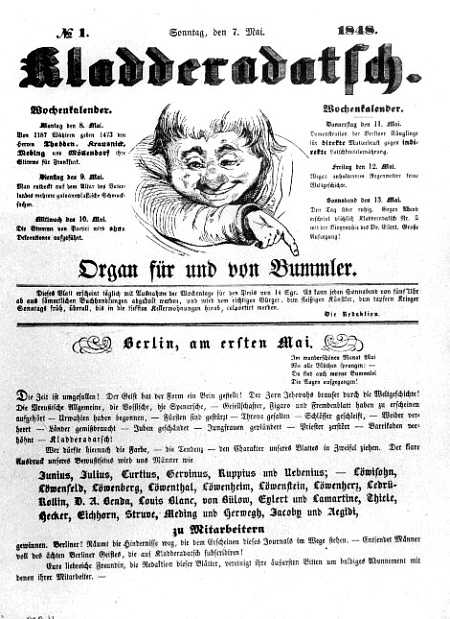
Die erste Ausgabe des Kladderadatsch (Mai 1848)

## Zum Gegenstand
Karikaturen sind meist eine bildliche Form der Satire, die sich als parteiische Kritik an bestehenden Werten oder politischen Verhältnissen versteht und oft als „Waffe“ in gesellschaftlichen Auseinandersetzungen verwendet wird. Die Karikatur übertreibt bewusst, spitzt zu und verzerrt charakteristische Züge eines Ereignisses oder einer Person, um durch den aufgezeigten Kontrast zur Realität und die dargestellten Widersprüche den Betrachter der Karikatur zum Nachdenken zu bewegen. Oftmals nimmt die Karikatur zu einem aktuellen Sachverhalt sarkastisch-ironisch Stellung. Wesentliche Fehler und Mängel der dargestellten Person (z. B. eines Politikers) oder des dargestellten Objektes oder Ereignisses werden aufgedeckt und durch die Art und Weise der meist zeichnerischen Präsentation der Lächerlichkeit preisgegeben. Die Karikatur kann mehr satirisch oder eher humoristisch ausgerichtet sein, je nachdem, ob sie ihr Opfer völlig verurteilt und lächerlich macht oder – als bloße Witzzeichnung – nur einige Mängel mit leiser Ironie kommentieren will.

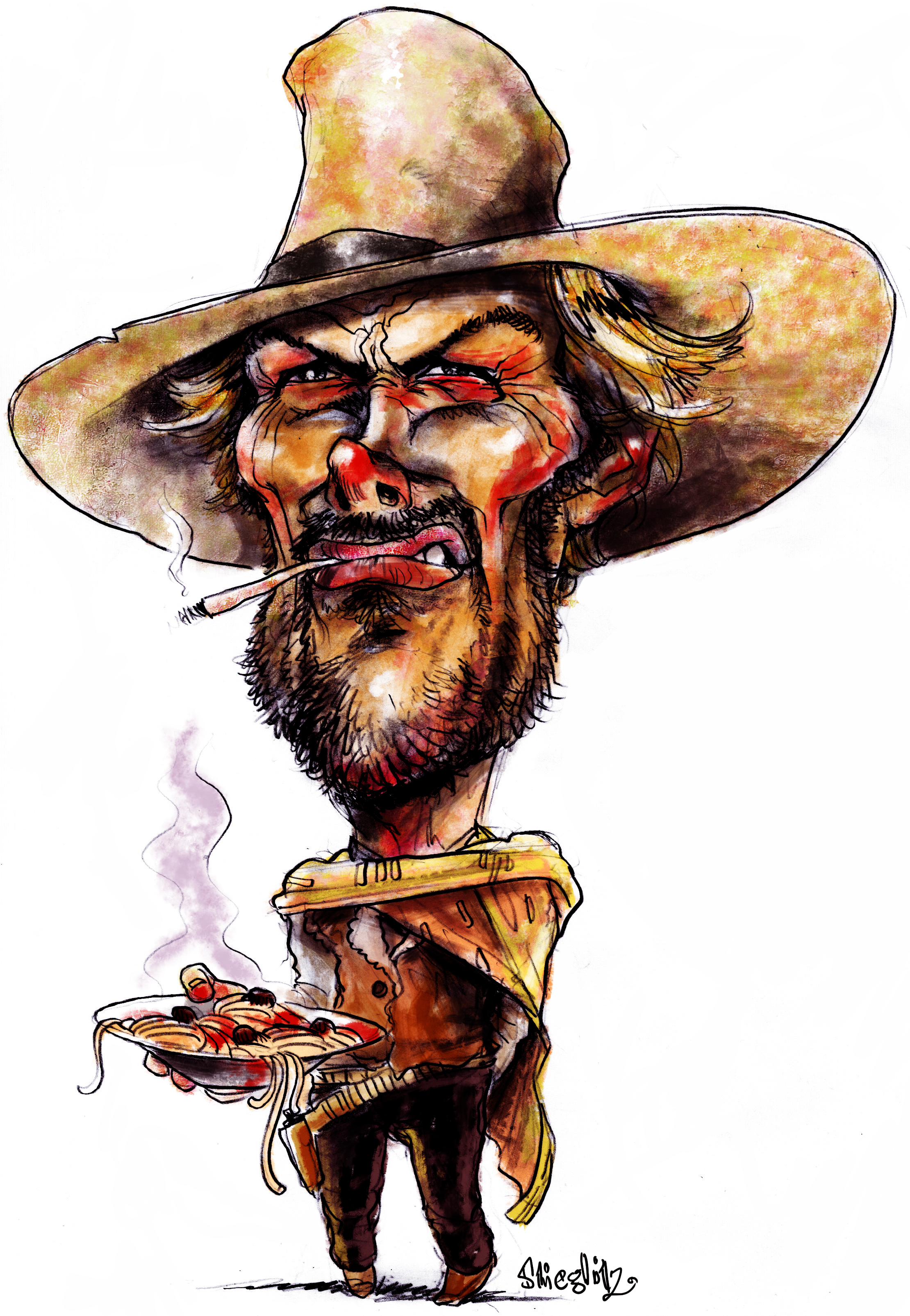
Beispiel für eine Porträtkarikatur des Schauspielers Clint Eastwood

Neben diesen politischen Karikaturen gibt es Porträtkarikaturen, die sich ausschließlich mit der Physiognomie von Menschen bzw. deren Gesichtern beschäftigen. Es geht hierbei darum, die markanten Gesichtszüge hervorzuheben, ohne die Erkennbarkeit der Person zu verlieren. Oftmals versucht der Karikaturist, typische Charaktereigenschaften, die öffentliche Wahrnehmung oder eine subjektive Interpretation der karikierten Person darzustellen. In diese Kategorie fallen auch Karikaturen, die von Straßenkünstlern an touristischen Orten angefertigt werden, wie zum Beispiel auf dem Place du Tertre in Montmartre oder in Themenparks. Hier spricht man auch von Schnellzeichnern.

## Geschichte der Karikatur

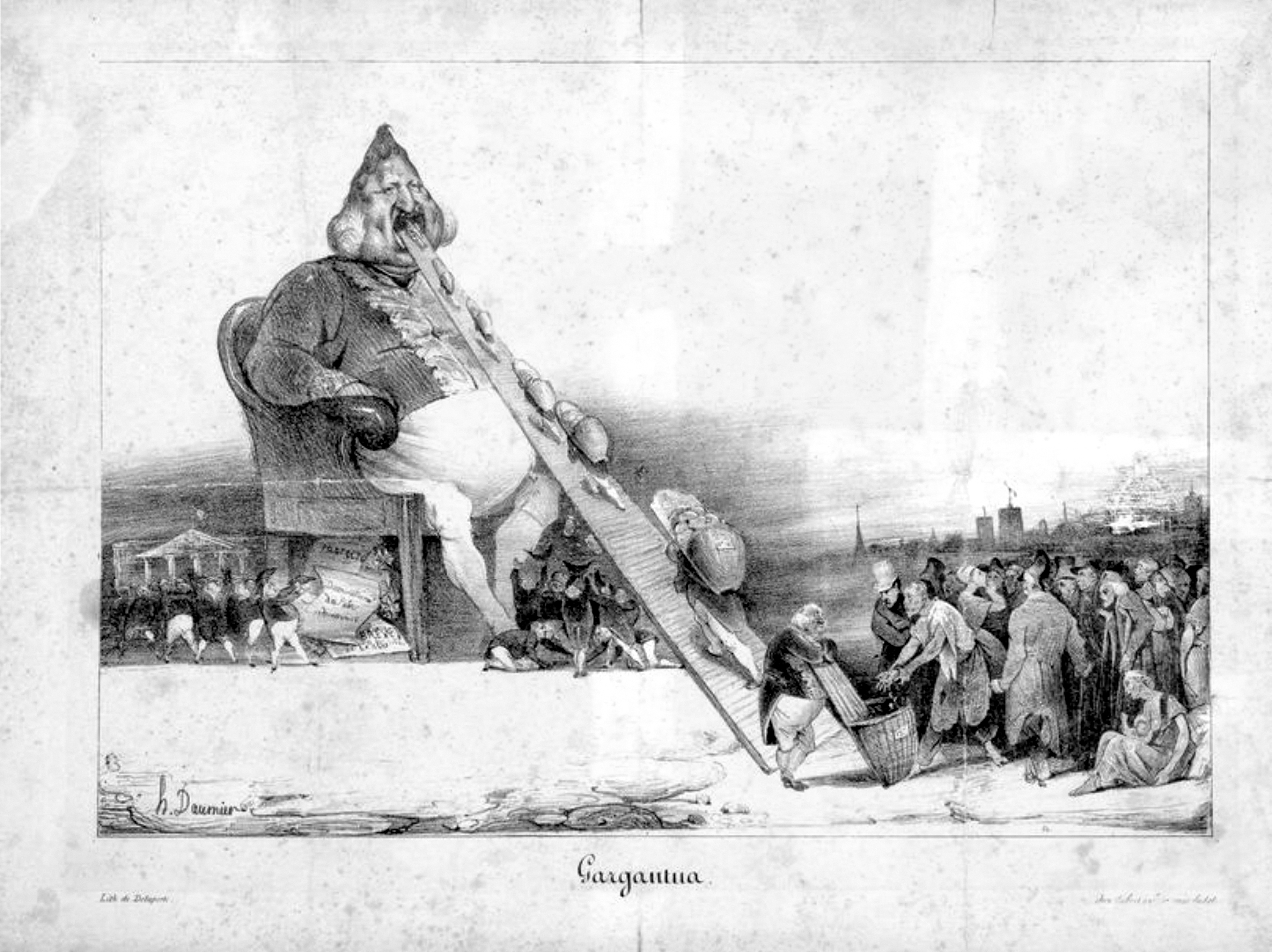
Gargantua von Honoré Daumier, 1831. Wegen dieser Karikatur König Louis-Philippes wurde Daumier zu sechs Monaten Haft verurteilt.

Die ersten Karikaturen soll es bereits in der Antike gegeben haben. Auf altägyptischen Papyri, griechischen Vasen oder als römische Wandmalerei fanden sich vereinzelt karikaturähnliche Darstellungen. In mittelalterlichen Kirchen finden sich an Kapitellen der Säulen oder in der Buchmalerei satirische Motive. Während der Reformationszeit wurden auf Flugblättern Vertreter des Protestantismus und Katholizismus von der jeweiligen Gegenseite derb karikiert (siehe: Papstesel). Leonardo da Vinci zeichnete einige groteske Zerrbilder von Zeitgenossen. Im 16. Jahrhundert widmeten sich die Gebrüder Annibale und Agostino Carracci der Porträtkarikatur. In Holland gab es im 17. Jahrhundert moralisierend-satirische Graphiken. Das frühneuzeitliche Schandbild mit seinen Überzeichnungen wurde als Strafmaßnahme eingesetzt. Die eigentliche gesellschaftskritische Karikatur entwickelte sich im 18. Jahrhundert in Großbritannien. Einer der Vorläufer der modernen Karikaturisten war William Hogarth mit seinen „modernen Lebensbildern“, die vor satirischen Seitenhieben nur so strotzten. In seiner Nachfolge wirkten in Großbritannien die ersten politischen Karikaturisten, darunter James Gillray, Thomas Rowlandson und später George Cruikshank, die Karikaturen gegen das britische Königshaus, gegen britische Politiker oder gegen die Französische Revolution zeichneten.
In Frankreich kam es im 19. Jahrhundert zu einer Blüte der karikaturistischen Zeichnung. Hervorragende Zeichner wie Honoré Daumier oder Grandville übten in satirischen Blättern wie La Caricature und Le Charivari gesellschaftliche Kritik am Spießbürgertum. Die Karikatur des französischen Königs Louis-Philippe I. als „Birne“ führte für Charles Philipon zu einem Strafprozess. Ähnliche Blätter erschienen in anderen Ländern: der Punch in London, die Fliegenden Blätter und der Simplicissimus in München oder der Kladderadatsch in Berlin.
Auch außerhalb Europas gibt es heute eine große Zahl bekannter Karikaturisten. In Ägypten beispielsweise Andeel, Tarek Shahin und Mohamed Anwar.

## Typologie der modernen Karikatur

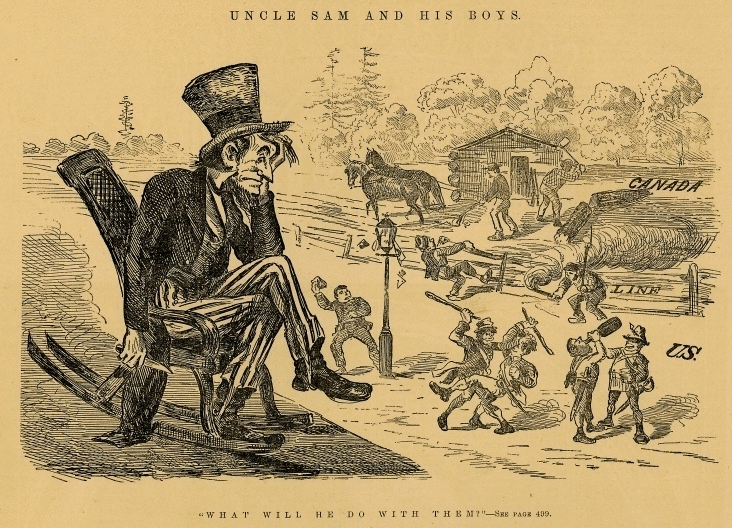
Beispiel für eine personale Typenkarikatur 1870. Uncle Sam (als Symbol für die amerikanischen Werte): Was soll er mit ihnen anfangen?

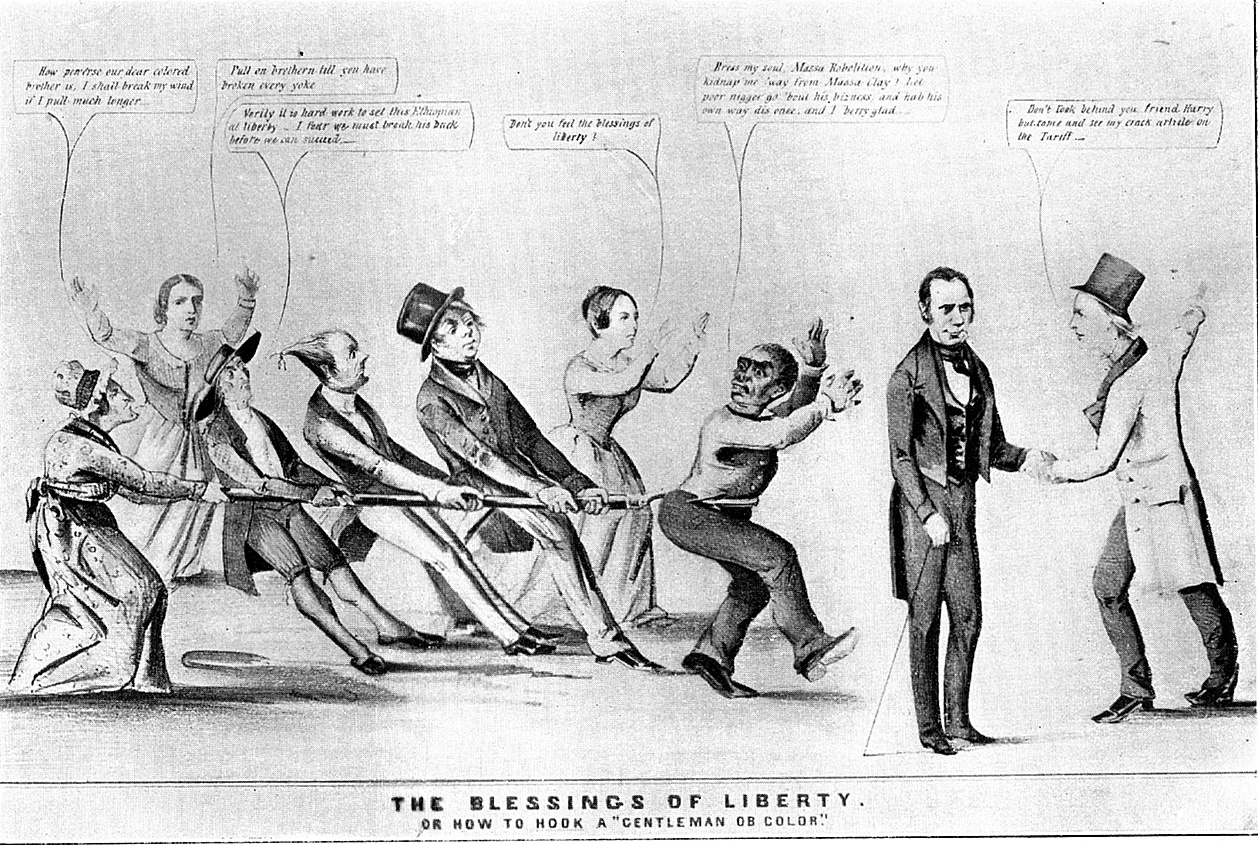
Karikatur zum Abolitionismus als Beispiel einer Ereigniskarikatur

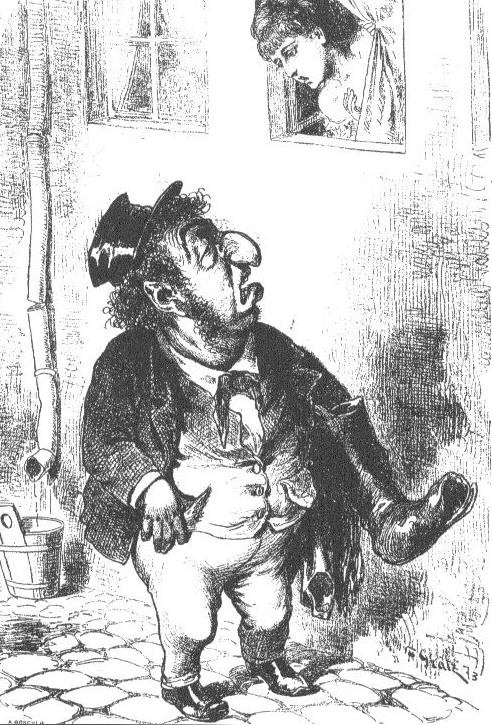
Antisemitische Karikatur zur Gründerkrise, Wien, 1873

Hinsichtlich der formalen Darstellungsstruktur unterscheidet man die apersonale Sachkarikatur, die personale Typenkarikatur und die personale Individualkarikatur. Die Sachkarikatur kommt am seltensten vor. Obwohl sie meist auf politisch-personales Handeln abzielt, bezieht sie ihre Aussagen primär auf Sachen oder Gegenstände, die der Betrachter jedoch leicht mit bestimmten Personen in Verbindung bringen kann. Die personale Typenkarikatur beschäftigt sich mit Staaten, Völkern, sozialen Gruppen, Institutionen und Verbänden. Eine bestimmte Figur steht in diesen Karikaturen z. B. stellvertretend für einen Staat oder das Volk einer bestimmten Nation: So repräsentiert der „Michel“ die Deutschen oder Deutschland, „Marianne“ die Franzosen oder Frankreich, der „Yankee“ die US-Amerikaner oder die USA, vornehme Kleidung und Zylinder den Unternehmer, Latzhose und Schutzhelm den Arbeiter, die Lederhose den Bayern usw. Auch Tiergestalten können solche Repräsentationsfunktionen übernehmen: Beispiele sind der britische oder der bayerische Löwe, der russische oder der Berliner Bär, der chinesische Drache usw.
Am verbreitetsten ist die personale Individualkarikatur. Oft werden bekannte Politiker karikiert, die vom Karikaturisten individuelle, unverwechselbare Gesichtszüge, Gestalt- oder Kleidungsmerkmale erhalten, so dass die dargestellte Person eindeutig identifizierbar ist. Bestimmte Merkmale des Politikergesichts – die Haarform, eine lange Nase, ein markantes Kinn etc. – werden übertrieben dargestellt, um die Wiedererkennbarkeit zu erhöhen. Ergänzende typische Attribute sorgen für die allgemeine Wiedererkennbarkeit der karikierten Person. Bekannte Karikaturisten wie Horst Haitzinger, Frank Hoppmann oder Bernhard Prinz charakterisieren dabei ihre „Opfer“ durch ihre persönliche stilistische Note.
Inhaltlich lassen sich ebenfalls drei Karikaturtypen unterscheiden: die Ereigniskarikatur, die Prozesskarikatur und die Zustandskarikatur.
Die Ereigniskarikatur nimmt ein punktuelles Geschehen, etwa ein Tagesereignis von zeitlich begrenzter Aktualität aufs Korn, z. B. das Ergebnis einer Wahl, den Sturz einer Regierung, einen politischen Zwischenfall, eine politische Rede etc. Die Prozesskarikatur zielt auf den geschichtlichen Wandel, will Wendepunkte hervorheben, Aufstieg und Abstieg kennzeichnen, beschäftigt sich mit dem Vorher und Nachher oder konfrontiert Ideen mit der Wirklichkeit. Oft erscheinen solche Karikaturen in einer zwei- oder mehrgliedrigen Bildfolge und schauen von der jeweiligen Gegenwart rückblickend auf die Vergangenheit. Die Zustandskarikatur greift zwar meist aktuelle Anlässe auf, ist aber darum bemüht, von ihnen aus dauerhafte, wenig wandelbare, konservative Strukturen satirisch zu attackieren, etwa bestehende Herrschafts-, Gesellschafts- oder Wirtschaftsordnungen. Hierzu gehören auch die Panoramakarikaturen, die eine über die Tagesaktualität hinausreichende, allgemeine und längerfristige politische Lage kennzeichnen wollen.

## Bekannte Auszeichnungen für Karikaturisten
- seit 1978 der Thomas-Nast-Preis der Stadt Landau
- Goldener, Silberner und Bronzener Gothaer der Gothaer Karikade
- seit 1992 der Golden Nosey der International Society of Caricature Artists (ISCA)[3][4][5]
- seit 1995 der e.o.plauen Preis und der e.o.plauen Förderpreis
- seit 1996 der Deutsche Preis für die politische Karikatur
- seit 1998 der Karikaturpreis der deutschen Anwaltschaft
- seit 2000 der Deutsche Karikaturenpreis
- seit 2000 der nach Ranan Lurie benannte Ranan-Lurie-Political-Cartoon-Preis der United Nations Correspondents Association
- seit 2013 Preise in diversen Kategorien, vergeben im Rahmen der Eurocature in Wien[6][7]

## Karikaturmuseen im deutschsprachigen Raum
- Caricatura Kassel
- Cartoonmuseum Basel
- Caricatura Museum für Komische Kunst in Frankfurt am Main
- Wilhelm Busch – Deutsches Museum für Karikatur und Zeichenkunst in Hannover
- Karikaturmuseum Krems
- Satiricum im Sommerpalais Greiz

## Internationale Karikaturmuseen
Im Gegensatz zum deutschsprachigen Raum werden klassische/ernste Kunst und Unterhaltungskunst international nicht so stark voneinander getrennt. Daher befinden sich in vielen Museen neben Karikaturen auch verschiedene Cartoons.
Die bekanntesten internationalen Karikaturmuseen sind:
- The Cartoon Museum (London)
- Cartoon Art Museum (San Francisco)
- ToonSeum (Pittsburgh)
- Israeli Cartoon Museum (Cholon)

## Karikatur in anderen Medien-Feldern

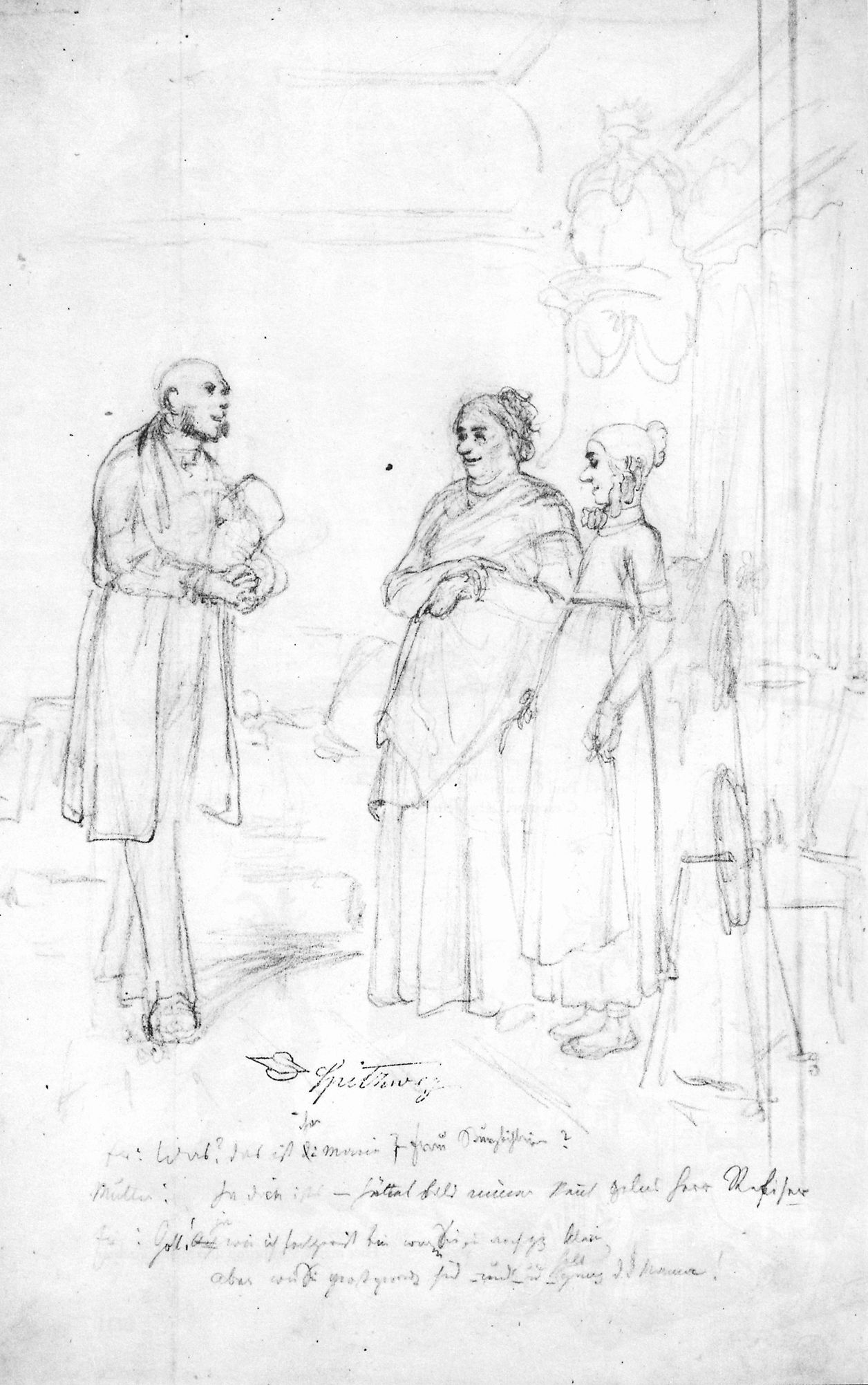
Carl Spitzweg, Der Besuch des Hausfreundes
Er: Was? Das ist die Marie, Frau Burgbichlerin?
Mutter: Ja, doch ist’s – hätt es bald nimmer kent, gelns Herr Refiser
Er: Gott! Ja, wie ich fortgereist bin, waren Sie ja noch ganz klein aber wo sie großgworn sind – und – halt ganz die Mama!

Von Karikatur spricht man auch, wenn in anderen Medien als der bildenden Kunst ein Gegenstand so gezeigt wird, dass gewisse Mängel oder Eigenheiten hervortreten, so dass das Gesamtbild absichtlich verzerrt erscheint.
Beispiele im Drama:
- Shylock in Shakespeares Der Kaufmann von Venedig.
- Riccaut de la Marlinière in Lessings Minna von Barnhelm.

Beispiel in der Lyrik:
- Matthias Claudius’ Gedicht Nun will auch ich nicht länger leben im Anschluss an die Rezension von Goethes Die Leiden des jungen Werther.

Beispiele in der Musik:
- Wolfgang Amadeus Mozart Ein musikalischer Spaß.
- Hector Berlioz karikiert im fünften Satz seiner Symphonie Fantastique ein Leitmotiv aus den vorangehenden Sätzen und das Thema des liturgischen Dies irae.
- Paul Hindemith etwa 1925: Ouvertüre zum „Fliegenden Holländer“, wie sie eine schlechte Kurkapelle morgens um 7 am Brunnen vom Blatt spielt

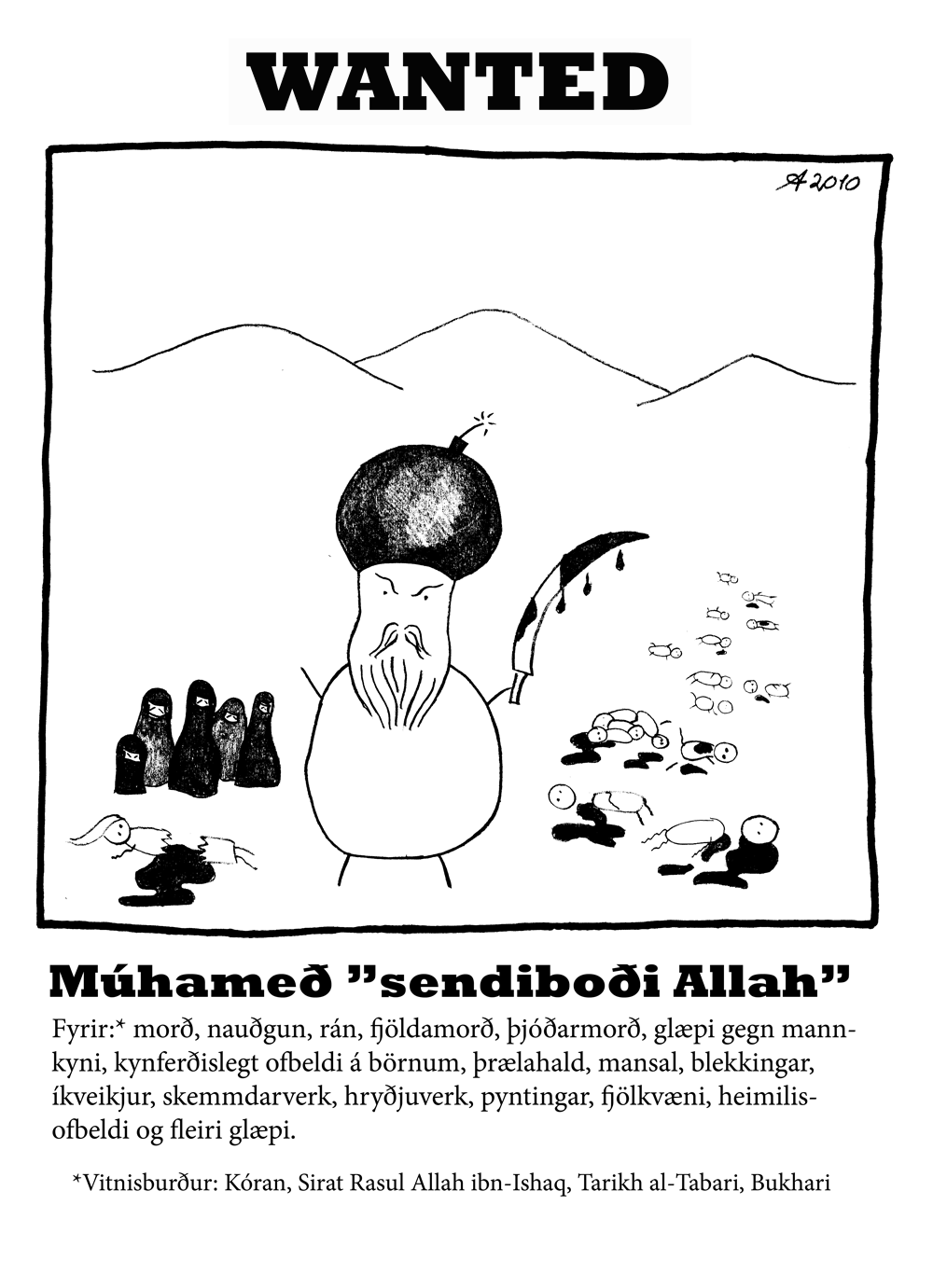
Isländische Karikatur 2010

## Bekannte Karikaturen
- Der Lotse geht von Bord, eine Karikatur zum Rücktritt Otto von Bismarcks
- The Rhodes Colossus, eine Karikatur zum britischen Kolonialismus
- Das Gesicht Mohammeds in der dänischen Tageszeitung Jyllands-Posten

## Verwandte Kunstformen
- Cartoon
- Groteske
- Parodie
- Satire